# Osteospermum
Osteospermum (van het Grieks ostoun; "bot" en sperma; "zaad". Ook bekend onder de naam 'Spaanse Margriet') is een plantengeslacht uit de Calenduleae, een kleine geslachtengroep uit de composietenfamilie (Asteraceae). Osteospermum is verder nauw verwant aan het geslacht Chrysanthemoides.

## Botanische achtergrond

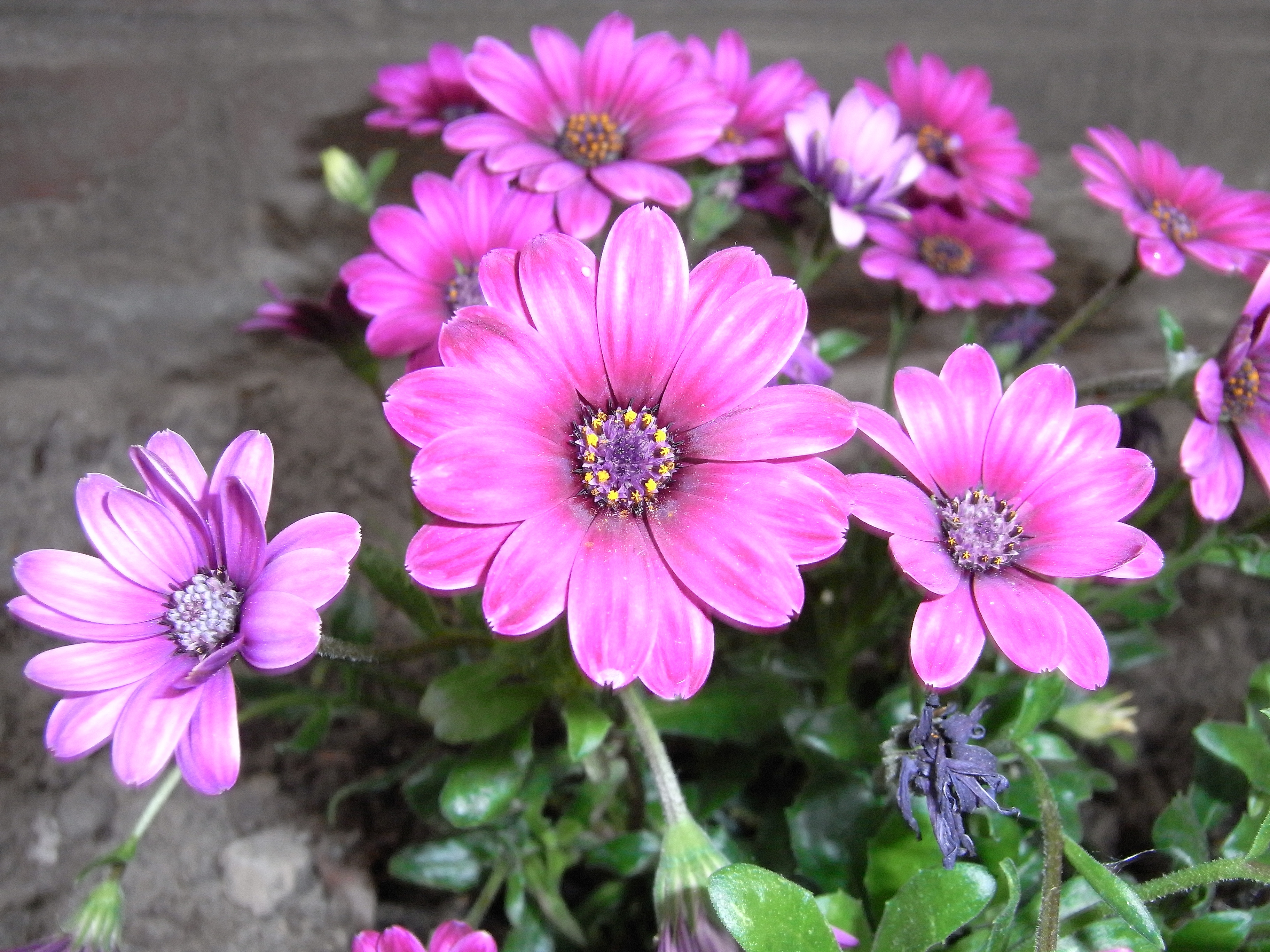

Het geslacht groeit met name in Afrika en Zuidwestelijk Arabië. Het zijn half-wintervaste halfheesters. De planten hebben wisselende groene langwerpige bladeren. De madeliefachtige bloemen bestaan uit schijf- en straalvormige bloemetjes die groeien aan het einde van de twijgen. Veel soorten bloeien onder invloed van de koelere nachttemperaturen een tweede keer per jaar aan het einde van de zomer. Meer winterhardere typen bloeien zeer weelderig in de lente, maar kennen geen tweede bloei.
De planten groeien het beste op een warme en zonnige plek op rijkere bodems, maar zijn ook goed bestand tegen arme, zoute en droge bodems.
Onder andere van O. jucundum, O. ecklonis en O. grandiflorum worden veel cultivars gekweekt. Deze cultivars zijn winterhard tot −2 °C. Moderne cultivars bloeien het hele groeiseizoen wanneer ze voldoende water en bemesting krijgen.

## Soorten
Het geslacht omvat ongeveer zeventig soorten (voorbeelden):
- Osteospermum acanthospermum
- Osteospermum amplectens
- Osteospermum attenuatum
- Osteospermum australe
- Osteospermum barberae
- Osteospermum burttianum
- Osteospermum calendulaceum
- Osteospermum caulescens
- Osteospermum clandestinum
- Osteospermum dentatum
- Osteospermum ecklonis (Spaanse margriet)
- Osteospermum fruticosum
- Osteospermum grandidentatum
- Osteospermum grandiflorum
- Osteospermum hyoseroides
- Osteospermum imbricatum
- Osteospermum jucundum
- Osteospermum microphyllum
- Osteospermum monocephalum
- Osteospermum muricatum
- Osteospermum oppositifolium
- Osteospermum pinnatum
- Osteospermum polygaloides
- Osteospermum potbergense
- Osteospermum rigidum
- Osteospermum rotundifolium
- Osteospermum sinuatum
- Osteospermum spinescens
- Osteospermum subulatum
- Osteospermum tomentosum
- Osteospermum triquetrum